# Lac Comeau
Lac Comeau är en sjö i Kanada.   Den ligger i regionen Nord-du-Québec och provinsen Québec, i den östra delen av landet, 700 km norr om huvudstaden Ottawa. Lac Comeau ligger 355 meter över havet. Arean är 22,8 kvadratkilometer. Den sträcker sig 18,9 kilometer i nord-sydlig riktning, och 12,0 kilometer i öst-västlig riktning.
Omgivningarna runt Lac Comeau är i huvudsak ett öppet busklandskap. Trakten runt Lac Comeau är nära nog obefolkad, med mindre än två invånare per kvadratkilometer.